# Poznań
Poznań (tysk: Posen) er Polens femte folkerigeste by med 546.859(2021) indbyggere samt et areal på 262 km². Poznań er den største by og hovedstad i voivodskabet wielkopolski (dansk: Storpolen).
Et vigtigt polsk kulturelt, videnskabeligt, industrielt og akademisk center. En by med en rig, over tusind års historie, kultur og arkitektur. Den tidligere polske hovedstad (i 10., 11. og 13. århundrede), sæde for det første polske katolske bispedømme (grundlagt i det 10. århundrede), et af de førende centre i det vestlige Polen fra middelalderen indtil i dag, og tidligere kongelig polsk residensby.

## Historie
Poznań er en af de ældste byer i Polen, anlagt som en borg i 700- eller 800-tallet mellem floderne Warta og Cybina. I 900-tallet beboede den vestslaviske stamme polanerne området. Stammen kom til at dominere de øvrige stammer i det der i dag kendes som Polen. Byen fik Magdeburgrettigheder i 1253. Som en af de ti største og mest indflydelsesrige byer i Polen havde Poznań ret til at deltage i valget af konger i Polen (efter indførelsen af et valg i 1569). Poznań blev underlagt Preussen ved Polens 2. deling i 1793 og genvandt, som resten af Polen, først sin selvstændighed i 1918. Fra 1939 til 1945 var Poznań besat af Nazityskland.

## Sport
De mest populære sportsklubber i byen er Lech Poznań og Warta Poznań (fodbold) og PSŻ Poznań (speedway).
Poznań var en af værtsbyerne i Europamesterskabet i basketball 1999 for kvinder, Europamesterskabet i basketball 2009 for mænd og Europamesterskabet i fodbold 2012.

## Galleri
- Rådhus (renæssance)
- Gamle bydel
- Hus facader i den gamle bydel
- Jesuitterkirken (barok)
- Ostrów Tumski med katedralen (gotisk)
- Stor Teater (Teatr Wielki)
- Raczyński biblioteket
- Forsvarsmure
- Universitet
- National museum i Poznań (Muzeum Narodowe w Poznaniu)
- Bispens palads
- Lubrański-akademiet